# Greg Hetson
Greg Hetson (Brooklyn, 29 giugno 1961) è un chitarrista statunitense, membro della punk rock band Bad Religion fino al 2013 e fondatore dei Circle Jerks, di cui fa parte dal 1979.
Dopo l'uscita dai Bad Religion si unisce al progetto Punk Rock Karaoke insieme a Eric Melvin dei Nofx, Steve Soto degli Adolescents e Stan Lee dei The Dickies. Nel 2018 ha partecipato ad un tour insieme a Marky Roamones